# Slovenski Javornik
Slovenski Javornik je naselje v Občini Jesenice, kjer se vzhodno od Jesenic potok Javornik izliva v Savo Dolinko. Samostojno naselje je bilo nazadnje ustanovljeno leta 1998 iz dela ozemlja naselja Jesenice. Leta 2015 je imelo 1948 prebivalcev, 2020 pa tri več. Spada v Krajevno skupnost Slovenski Javornik - Koroška Bela. Prilastek »Slovenski« je dobil ime v prvi Jugoslaviji kot železniška postaja zaradi razlikovanja z nekim drugim, »bosanskim« Javornikom, ki se nahaja v Bosni, potem pa je dobilo ime »domoljubno« sooznačevanje.